# خط شینبوندانگ
خط شینبوندانگ (انگلیسی: Shinbundang Line) یکی از خطوط متروی سئول است.
این خط که در سال ۲۰۱۱ راه‌اندازی شده دارای ۱۲ ایستگاه و ۳۱ کیلومتر طول می‌باشد.

## نگارخانه

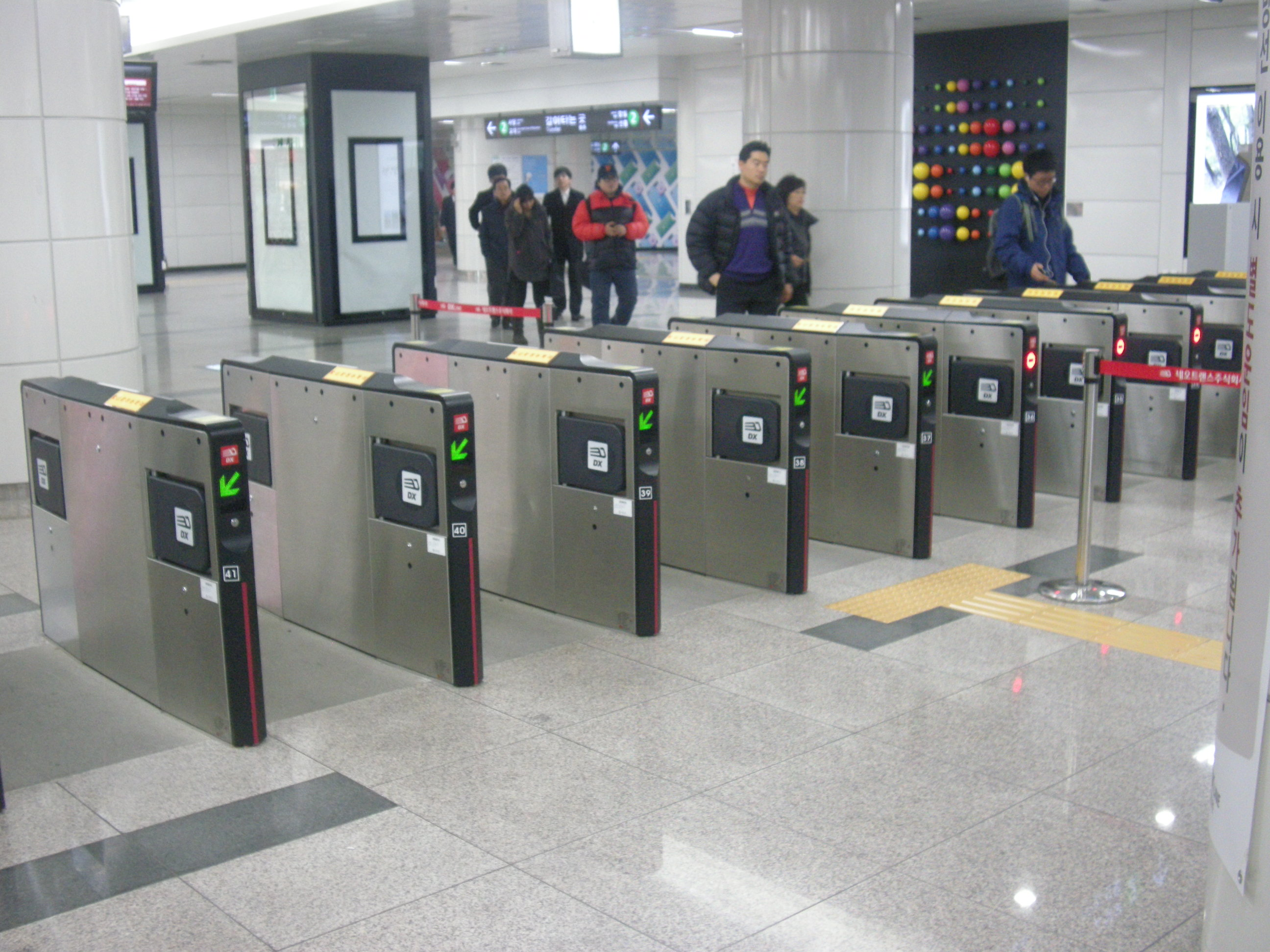
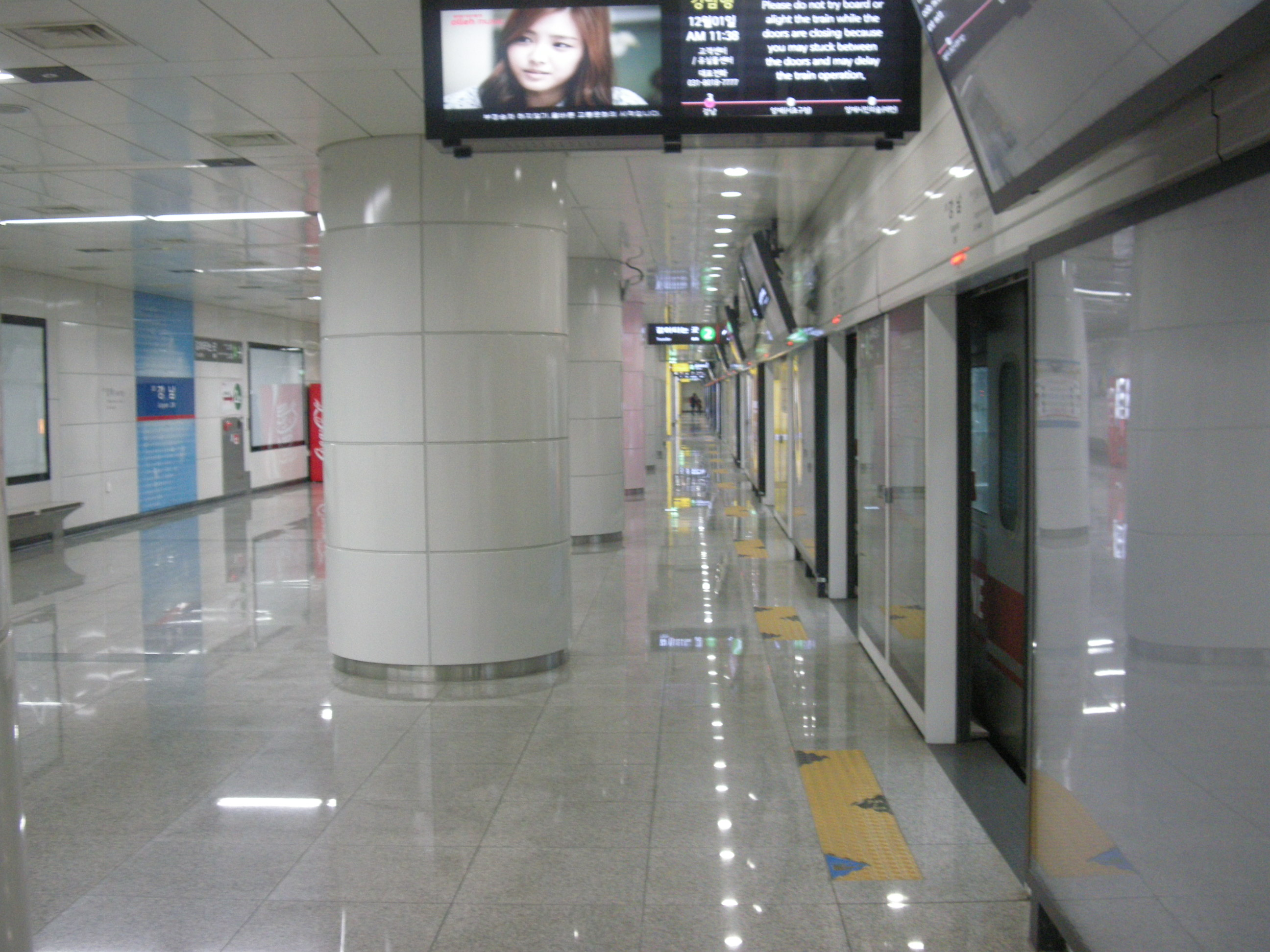
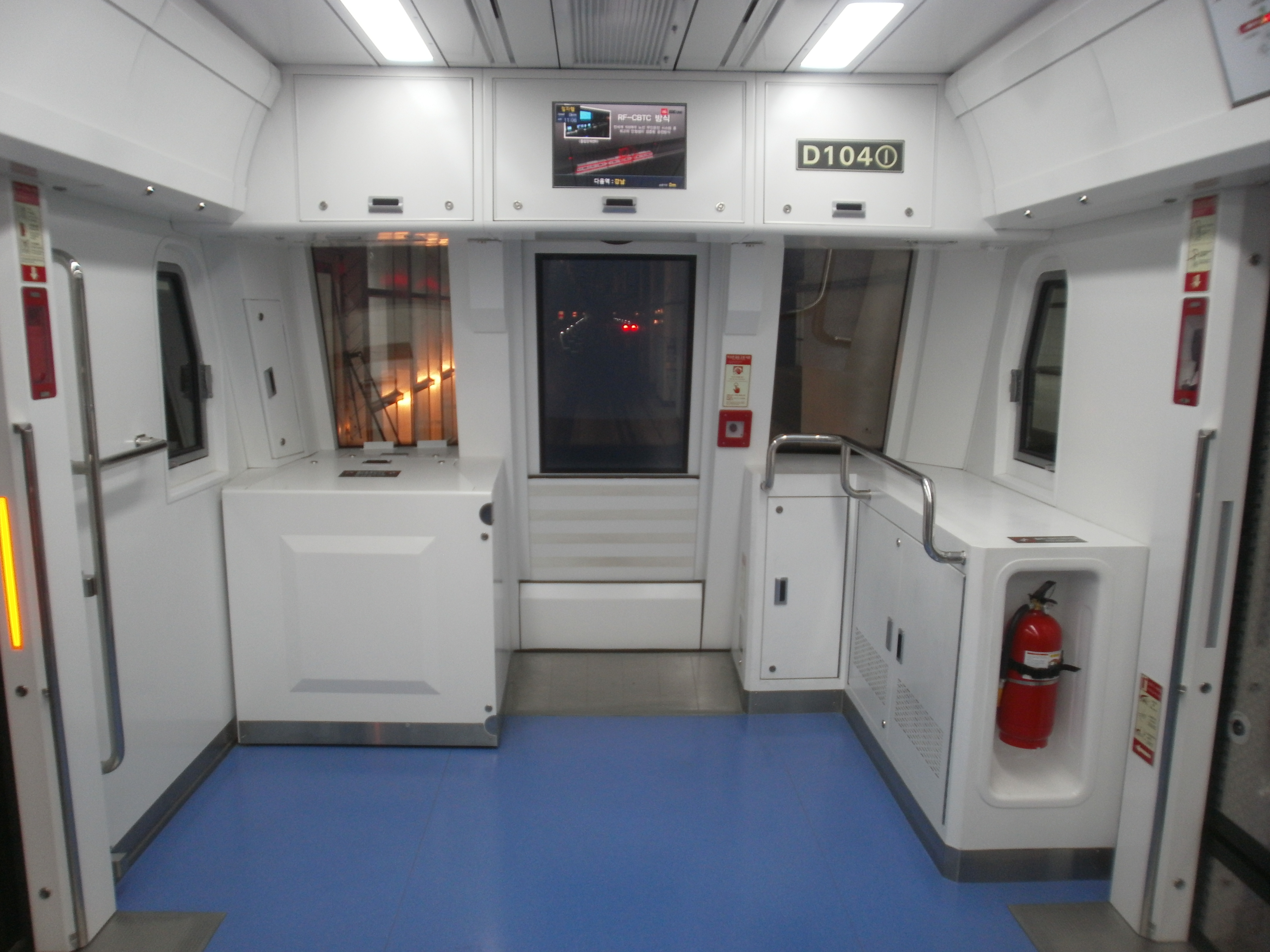
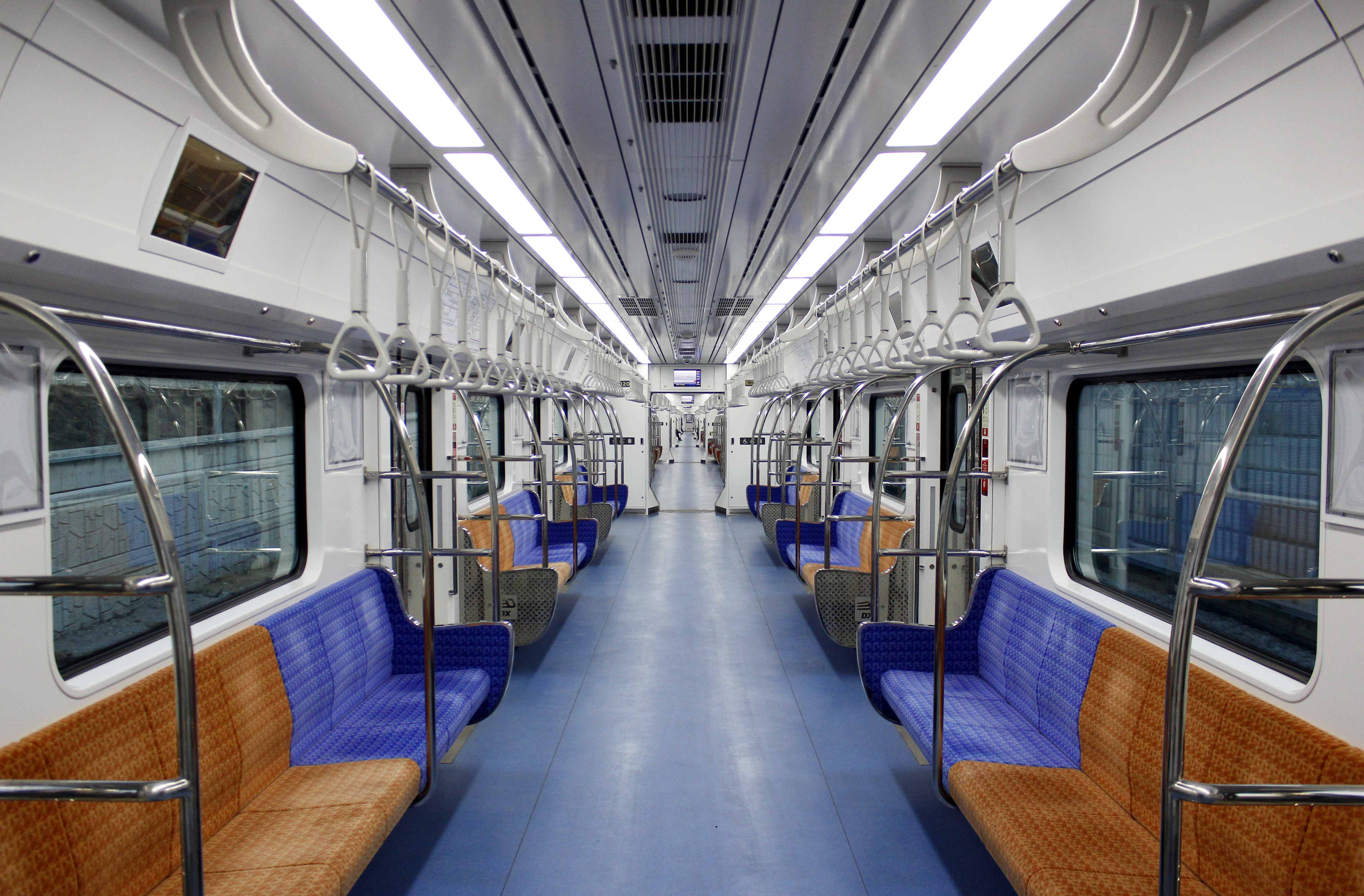
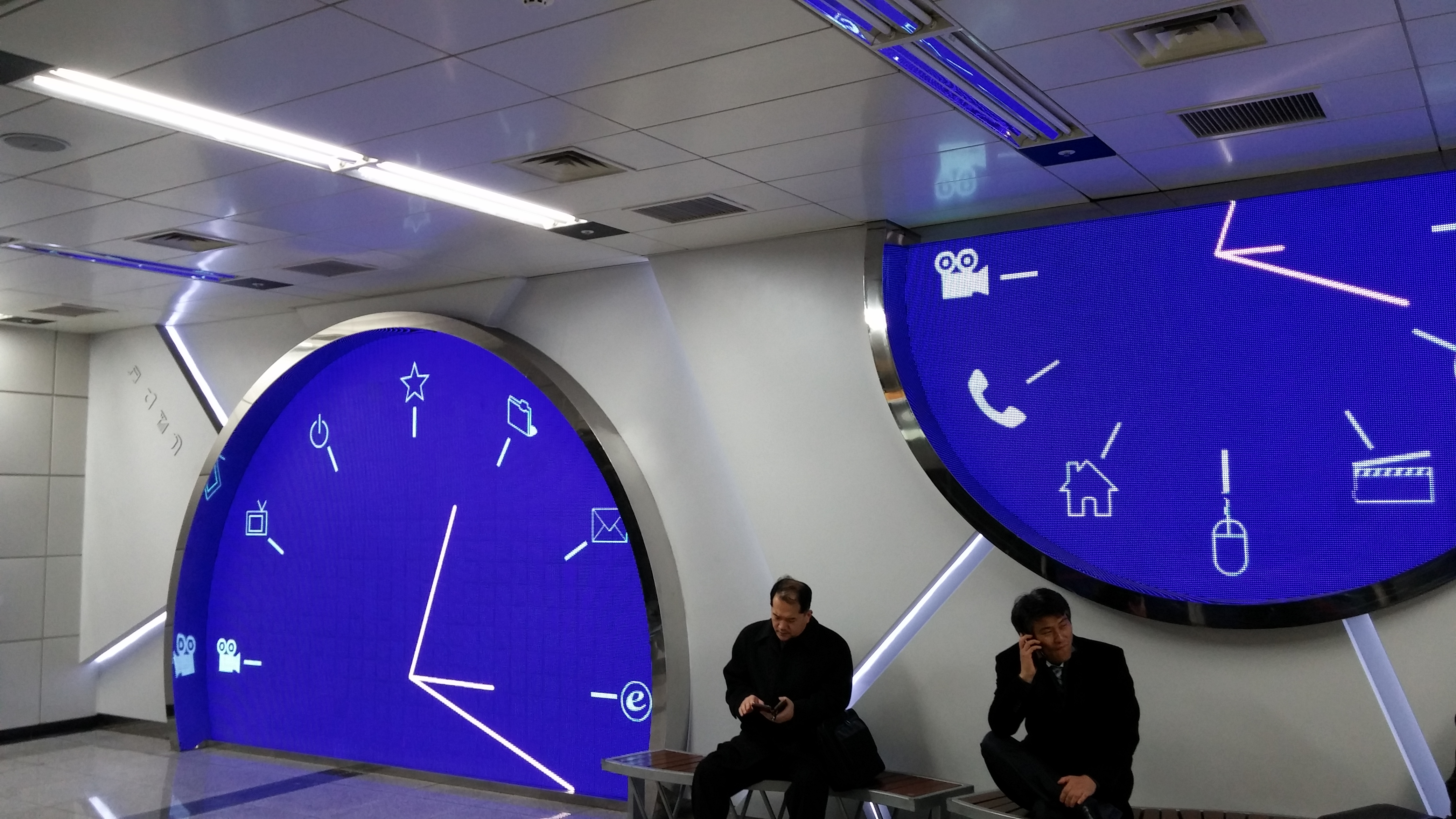